# Мейсер Гіффорд
Гаррі Роу (англ. Harry Rowe; 1987, Кембридж), також відомий під псевдонімом Мейсер Гіффорд (англ. Macer Gifford) — британський бойовий медик.

## Біографія
Роу був торговцем валютою і радником Консервативної партії. Військової підготовки не мав. Роу взяв пседонім на честь жокея Мейсера Гіффорда.
В середині 2015 року вирушив добровольцем в Сирію, де бойовим медиком протягом 5 місяців бився проти ІДІЛ на боці Загонів народної оборони. В тому ж році повернувся в Британію. В 2016/17 роках знову перебував в Сирії, брав участь у боях біля Манбіджа та в провінції Ракка.
В 2022 році, під час російського вторгнення в Україну, вступив в Український іноземний легіон. Гіффорд займається підготовкою українських бойових медиків за програмою, яку він раніше використовував в Сирії.